# 刁雍
刁雍（390年—484年），字淑和，渤海饒安人（今河北孟村南），南朝政治人物。
渤海世族，高祖刁攸，晉御史中丞。晉尚書刁協之曾孫。父刁暢，為司馬德宗右衛將軍。伯父刁逵曾凌辱過劉裕。劉裕執政後，誅滅刁氏家族，刁雍等少數族人避禍北方。奔後秦姚興，有智謀。義熙十三年（417年）末帝姚泓被滅後，與從弟刁寶惠、王慧龍、司馬休之等奔北魏。拓跋燾以為征南大將軍，泰常八年（423年），北魏军攻青州（今山东益都），對劉宋軍有戰功。太平真君五年（444年）為薄骨律鎮將（鎮在今靈武河中堡），负责供应军粮，刁雍於此大興水利，於富平（今吳忠縣西南）西南三十里、黃河西岸、舊渠口下游建艾山渠，開渠四十里，灌田4萬餘頃，蔚然有成。著有《教戒》。

## 延伸阅读
[在维基数据编辑]
 《魏書/卷38》，出自魏收《魏书》
 《北史/卷026》，出自李延壽《北史》